# لوتار فریدریش
لوتار فریدریش (آلمانی: Lothar Friedrich; ۱۱ دسامبر ۱۹۳۰ – ۱۹ آوریل ۲۰۱۵) دوچرخه‌سوار اهل آلمان بود. وی در  تور دو فرانس ۱۹۵۷ تا ۱۹۶۰ شرکت کرده است.